# Dama Xian
La dama Xian (o Hsien, xinès: 冼夫人; pinyin: Xiǎn Fūrén; vietnamita: Tiển phu nhân; 512–602), també coneguda com a Dama de Qiao Guo (o Ch'iao Kuo; xinès: 譙國夫人), nascuda com a Xian Zhen (冼珍), va ser una dona noble del poble Li, filla del cap de la tribu Xian al sud de la Xina, a l'actual Guangdong durant la dinastia Sui. Ha estat divinitzada com la "Santa Mare de Lingnan " (岭南圣母). Va morir durant una gira per Hainan. L'expremier xinès Zhou Enlai la va anomenar "la primera heroïna de la Xina", i el secretari general del Partit Comunista Xinès Jiang Zemin la va elogiar com "el model a seguir que les generacions posteriors haurien d'aprendre per sempre". La dama Xian està representada al Wu Shuang Pu (無雙譜, Taula dels herois sense igual) de Jin Guliang.

## Biografia
La dama Xian va néixer l'any 512, filla del cap del clan Xian del poble Li al sud de la Xina. Va viure durant la dinastia Sui a l'actual Guangdong.
Va ser una líder notable que va defensar amb èxit el seu clan contra els seus enemics, i finalment va guanyar el seu títol de Dama de Qiaoguo. La gent del seu clan estava en conflicte freqüent amb els clans veïns. Sovint va intentar evitar que s'impliquéssin en guerres confiant en la diplomàcia i les negociacions. El seu germà Xian Ting, el governador (刺史) de Nanliangzhou (南梁州), presumia de la seva riquesa (com a conseqüència de ser socis comercials amb els xinesos), per la qual cosa sovint assetjava els comtats dels voltants o hi organitzava saquejos, cosa que feia miserable la gent de la zona de Lingnan. La dama Xian sovint el persuadia d'aquesta conducta, de manera que el ressentiment de la gent va disminuir gradualment. Així, milers de persones de la comandància de Dan'er (儋耳郡), de Hainan, es van sentir atrets per la seva fama i es van unir a ella.
Al 535, es va casar amb Feng Bao (馮寶), un general xinès i fill de Feng Rong (冯融), i va popularitzar les maneres d'actuar xineses entre la seva gent. També va ajudar el seu fill Feng Pu (馮僕) amb els afers locals. Va ser imparcial i incorruptible a l'hora de resoldre els plets, castigant, fins i tot, a la gent del seu clan si cometien qualque crim. Com a resultat, Feng va establir la seva autoritat en aquell entorn. A partir d'aleshores ningú es va atrevir a desobeir els decrets del govern.
Com que era una dona d'un poble que volia romandre autònoma de la dinastia Chen, els seus èxits van sorprendre a molts xinesos. Per tant, val la pena assenyalar com de remarcable és que existeixin registres escrits per historiadors xinesos. L'emperador Chen Shubao de la dinastia Chen quedà impressionat amb els seus èxits i li va atorgar molts premis, inclòs el títol de "Dama de Qiaoguo".
Va morir l'any 602 de vellesa i va ser honrada amb el nom pòstum de Dama Chengjing (诚敬夫人).

## Família
Entre els seus fills, només es coneix pel seu nom Feng Pu. Va acompanyar la seva mare en moltes batalles i, com ella, l'emperador Chen li va atorgar premis. La dama Xian tenia tres néts anomenats Feng Hun, Feng Xian i Feng Ang. Tots ells van ser premiats per l'emperador. Durant l'any nou xinès o altres festivals, la dama Xian treia tots els regals enviats pels emperadors de les dinasties Liang, Chen i Sui i els posava al pati. Tot seguit deia als seus néts que "Tots hauríeu de ser lleials a l'emperador. Jo he servit amb lleialtat emperadors de tres dinasties! Tots aquests regals van ser la recompensa de la meva lleialtat. Així que espero que tots pugueu pensar en això i ser lleials a l'emperador. (original: "汝等宜尽赤心向天子，我事三代主，唯用一好心。今赐物俱存，此俱存，此忠杵三代主!"). Ells, per la seva banda, la varen imitar romanent també lleials.

## Principals assoliments

### Desenvolupament cultural
A les dinasties del Sud i del Nord, el tràfic de persones era molt freqüent en aquesta zona. Segons la biografia de Wang Sengru al Llibre de Liang, Wang Sengru era la prefectura de Nanhai. Cada any hi atracaven molts vaixells estrangers perquè es venia molta gent a Gaoliang. Aquests empresaris estrangers intercanviaven els seus béns per esclaus. Com que hi havia qui s'enriquia molt amb aquest negoci, els funcionaris ho permetien i no prenien cap mesura per impedir-ho. Quan la dama Xian va assolir el poder, va fer esforços per promoure la cultura feudal Han i va abolir amb èxit el sistema de tràfic li. Va dir als li que fessin més coses bones i fossin lleials al país. A més, va encoratjar els matrimonis mixtes dels han amb els li, la qual cosa va promoure en gran manera la comunicació i la integració ètnica.

### Repressió de la rebel·lió Hou Jing
En 548, els Hou Jing es van rebel·lar contra la dinastia Liang, fet que va tenir un efecte destructiu sobre tot el país. L'any 550, Li Qianshi, el líder rebel de Gaozhou va intentar atraure Feng Pao perquè s'unís a la rebel·lió, però la dama Xian el va dissuadir d'unir-se a la rebel·lió. Va derrotar les forces de Li Qianshi, ajudant així al general Chen Baxian a reprimir la rebel·lió. El seu assoliment està registrat amb detall al Llibre de Sui.

### Suprimir els disturbis civils
L'any 558, Chen Baxian va establir la dinastia Chen. Xiao Bo, el governador feudal de Guangzhou va enviar tropes per atacar-lo, mentre que altres líders provincials ambiciosos es rebel·laven, enfonsant Lingnan en el caos i conduint la població local a la pobresa. Per restaurar la pau de Lingnan, la dama Xian va adoptar l'estratègia anomenada "El govern és millor que la guerra" (治胜于战): va publicar avisos per advertir als governadors dels comtats propers que no s'unissin a Xiao, sinó que se centressin en la seguretat pública i aturéssin els combats. Va prometre que si frenen la rebel·lió, no seran castigats.
Mentrestant, va imposar una disciplina estricta al seu exèrcit, en què als soldats que cometien delictes com robar o assassinar se'ls tallava el cap i es mostrava en públic. Els líders rebels van seguir el seu consell i la insurrecció va disminuir ràpidament.

## Títols
A la dinastia Liang (551), se li va concedir el nom d'honor "Dama de la Protecció Hou " (保护候夫人) per derrotar el rebel Li Qianshi.
A la dinastia Chen (570), se li va donar el títol de "Shi-Long Taifuren" (石龙太夫人). Però al llibre d'Història de les dinasties del nord, se li va donar el títol de "Taifuren del comtat de Gaoliang" (高凉郡太夫人).
A la dinastia Sui (589), va rebre el nom d'honor de "Furen del comtat de Songkang" (宋康郡夫人). L'any 601, se li va concedir el nom de "Dama de Qiaoguo" (谯国夫人). Quan va morir, va ser honrada amb el nom pòstum de "Dama de Chengjing" (诚敬夫人).
A les Cinc Dinasties i els Deu Regnes, va ser honrada com la "Furen Qingfu" (清福夫人).
A la dinastia Song del Sud, l'emperador li va concedir el nom de "Furen Xianying" (显应夫人) i "Furen Youfui" (柔惠夫人).
A la dinastia Qing (1864), l'emperador Tongzhi li va concedir el nom de "Ciyou" (慈佑).

## Temples
La dama Xian va ser molt honrada per la seva gran gestió per part de molts emperadors i la població, així que la gent va construir temples arreu del país per commemorar-la. A finals de la dècada de 1940, ja hi havia diversos centenars de temples a la Xina, especialment a Lingnan. També es van construir a Malàisia i Vietnam. El primer temple es va construir al final de la dinastia Sui.
El temple més gran i important de la dama Xian es troba a Gaozhou i va ser visitat per l'antic secretari general del PCC Jiang Zemin l'any 2000. L'any 2002, el govern provincial de Guangdong va classificar el temple com a lloc clau per a la protecció de la cultura. Cada any, el dia 24 de l'11è mes lunar, la gent de Gaozhou va al temple per adorar la dama Xian.